# Mörttjärnen (Arvidsjaurs socken, Lappland, 725615-165276)
Mörttjärnen är en sjö i Arvidsjaurs kommun i Lappland och ingår i Skellefteälvens huvudavrinningsområde.